# Алатауский район
Алатауский район (каз. Алатау ауданы / Alatau audany) — административно-территориальная единица города Алма-Аты. Образован в 2008 году.Код КАТО kz.75.1210000
В 1993-м году Алатауский район был присоединён к Ауэзовскому району и расширил его с южной стороны. В 2008-м году вновь созданный Алатауский район появился в результате разукрупнения Ауэзовского района отделившего от него, его часть севернее проспекта Рыскулова. Административный центр района находится в микрорайоне Шанырак. Географически одноимённые районы (Алатауский до 1993-го и после 2008-го) находятся в разных местах.

## Население
Национальный состав (на начало 2019 года):
- казахи — 195 747 чел. (75,16 %)
- русские — 24 469 чел. (9.40 %)
- уйгуры — 20 302 чел. (7.80 %)
- дунгане — 4 916 чел. (1,89 %)
- корейцы — 1 975 чел. (0,76 %)
- киргизы — 1 879 чел. (0,72 %)
- татары — 1 716 чел. (0,66 %)
- азербайджанцы — 1 366 чел. (0,52 %)
- узбеки — 1 265 чел. (0,49 %)
- турки — 1 232 чел. (0,47 %)
- немцы — 616 чел. (0,24 %)
- курды — 555 чел. (0,21 %)
- ингуши — 481 чел. (0,18 %)
- украинцы — 460 чел. (0,18 %)
- чеченцы — 373 чел. (0,14 %)
- армяне — 99 чел. (0, 04 %)
- белорусы — 61 чел. (0,02 %)
- другие — 2 929 чел. (1,12 %)
- Всего — 260 441 чел. (100,00 %)

## Акимы
1. Манзоров, Багдат Сайланбаевич (с 10.07.2017 — 01.2020)[4]
2. Рыспаев, Шахмерден Сыртбаевич (с 10.07.2017 — 01.2020)[5]
3. Калдыбеков, Азамат Бескемпирович (с 17.01.2020)[6]
4. Малыбаев, Талгат Жанболатович (с 13.09.2024)